# Astochia longistylus
Astochia longistylus är en tvåvingeart som först beskrevs av Christian Rudolph Wilhelm Wiedemann 1828.  Astochia longistylus ingår i släktet Astochia och familjen rovflugor. Inga underarter finns listade i Catalogue of Life.